# Cajun Dance Party
Cajun Dance Party var ett engelskt indierockband från London med fem medlemmar. De släppte sin debutsingel "The Next Untouchable" på WayOutWest Records i mars 2007 då de fortfarande gick i sjätte klass.
De fick skivkontrakt med XL Recordings. I augusti 2007 släppte de singeln "Amylase" / "Fill The Cups". I april 2008 släpptes singeln "The Race" och i samband med det släpptes även albumet The Colourful Life. I slutet av 2009 lades bandet ned, sångaren Daniel Blumberg och basisten Max Bloom startade istället rockbandet Yuck.

## Medlemmar
- Max Bloom – basgitarr
- Vicky Freund – keyboard
- Daniel Blumberg – sång
- Robbie Stern – gitarr
- Will Vignoles – trummor

## Diskografi
Album
- The Colourful Life (2008)

Singlar
- "The Next Untouchable" / "Buttercups" (2007)
- "Amylase" / "Fill the Cups" (2007)
- "Colourful Life" / "Runaway" (2008)
- "The Race" / "Parachute" (2008)